# Обер-Графендорф
Обер-Графендорф (нем. Ober-Grafendorf) — ярмарочная коммуна (нем. Marktgemeinde) в Австрии, в федеральной земле Нижняя Австрия. 
Входит в состав округа Санкт-Пёльтен.  Население составляет 4656 человек (на 31 декабря 2005 года). Занимает площадь 24,56 км². Официальный код  —  31929.

## Политическая ситуация
Бургомистр коммуны — Карл Фогль (СДПА) по результатам выборов 2005 года.
Совет представителей коммуны (нем. Gemeinderat) состоит из 25 мест.
- СДПА занимает 15 мест.
- АНП занимает 9 мест.
- Зелёные занимают 1 место.